# Sehmatal
Sehmatal is een gemeente en plaats in de Duitse deelstaat Saksen. De gemeente maakt deel uit van het Erzgebirgskreis.
Sehmatal telt 6.307 inwoners.
In de gemeente ligt o.a. Cranzahl, waarvandaan een 17,5 km lang smalspoorbaantje naar het vakantieoord Oberwiesenthal in het Ertsgebergte loopt.
Een ander dorp in de gemeente, Neudorf, huisvest in zijn voormalige gemeentehuis een curieus soep-museum.

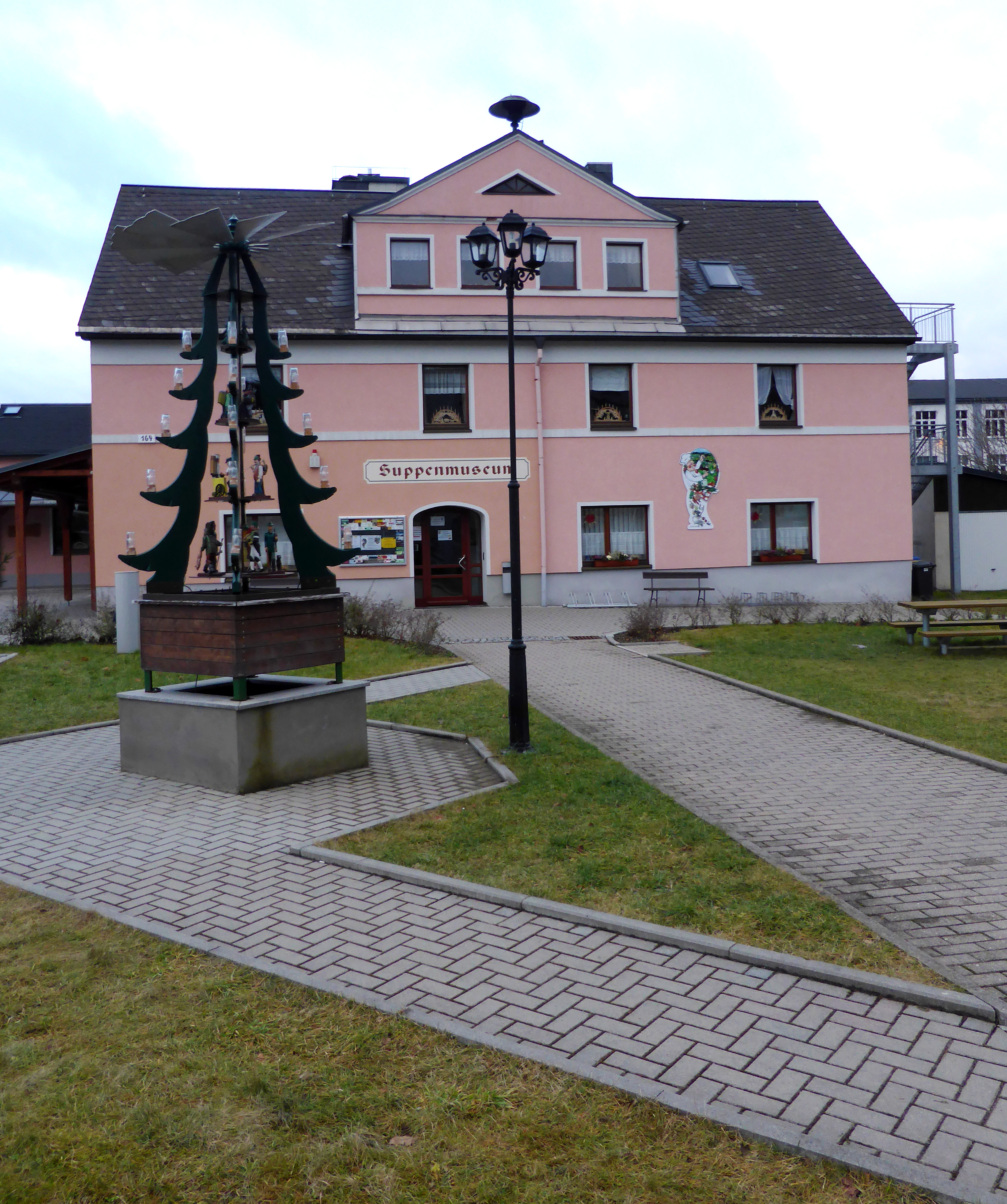
Soepmuseum Neudorf
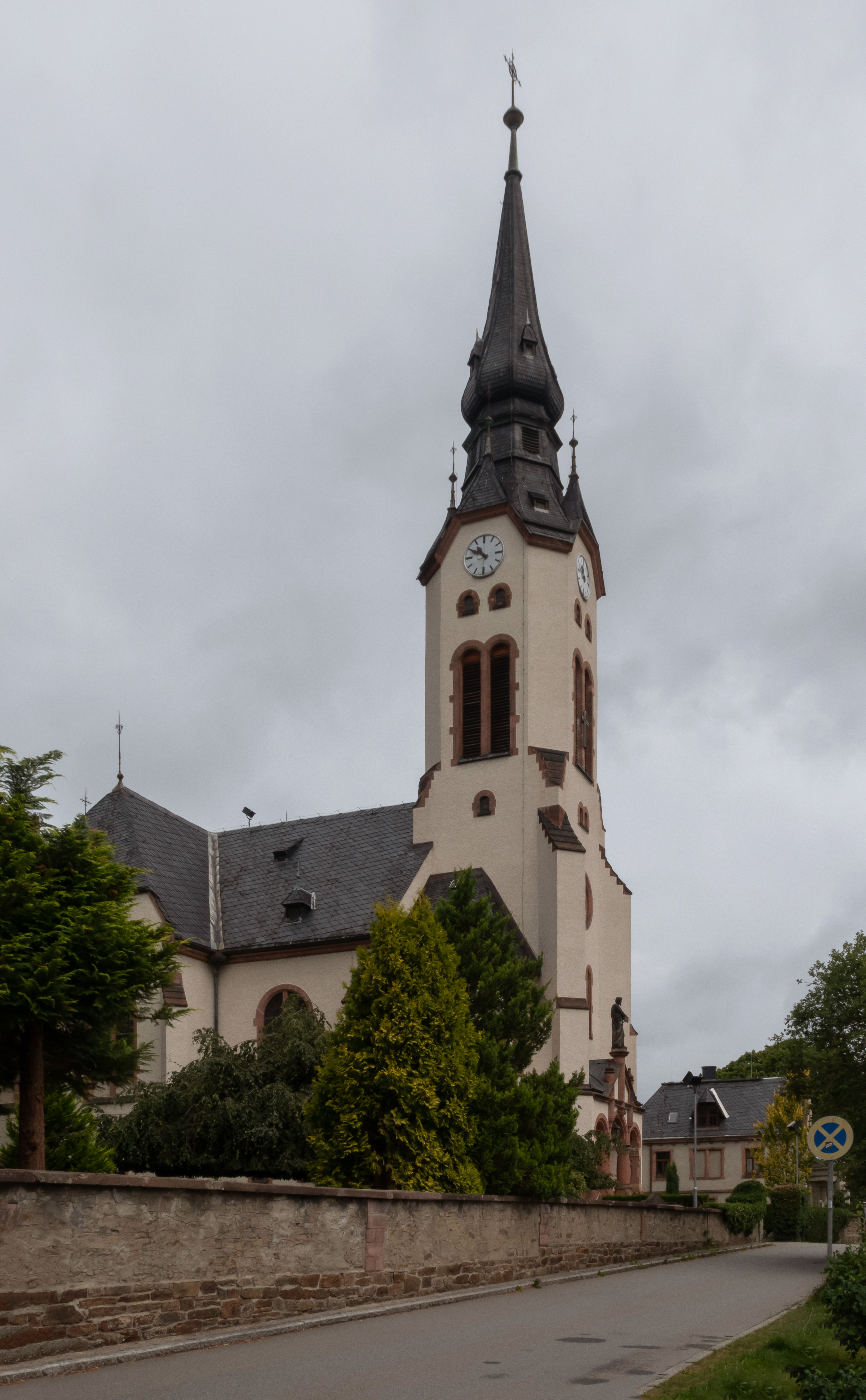
Lutherische Pauluskirche in Sehma

Amtsberg · Annaberg-Buchholz · Aue-Bad Schlema · Auerbach · Bärenstein · Bockau · Börnichen/Erzgeb. · Breitenbrunn/Erzgeb. · Burkhardtsdorf · Crottendorf · Deutschneudorf · Drebach · Ehrenfriedersdorf · Eibenstock · Elterlein · Gelenau/Erzgeb. · Geyer · Gornau · Gornsdorf · Großolbersdorf · Großrückerswalde · Grünhain-Beierfeld · Grünhainichen · Heidersdorf · Hohndorf · Jahnsdorf/Erzgeb. · Johanngeorgenstadt · Jöhstadt · Königswalde · Lauter-Bernsbach · Lößnitz · Lugau · Marienberg · Mildenau · Neukirchen/Erzgeb. · Niederdorf · Niederwürschnitz · Oberwiesenthal · Oelsnitz/Erzgeb. · Olbernhau · Pfaffroda · Pockau-Lengefeld · Raschau-Markersbach · Scheibenberg · Schlettau · Schneeberg · Schönheide · Schwarzenberg · Sehmatal · Seiffen/Erzgeb. · Stollberg/Erzgeb. · Stützengrün · Tannenberg · Thalheim · Thermalbad Wiesenbad · Thum · Wolkenstein · Zschopau · Zschorlau · Zwönitz